# 김단비 (해금 연주자)
김단비(1991년 ~ )는 대한민국의 해금 연주자이다.

## 음반 목록
- 정규 1집 해금에세이; 피어나다
- 정규 2집 해금에세이; 마음이 향하는 곳